# Кулобр

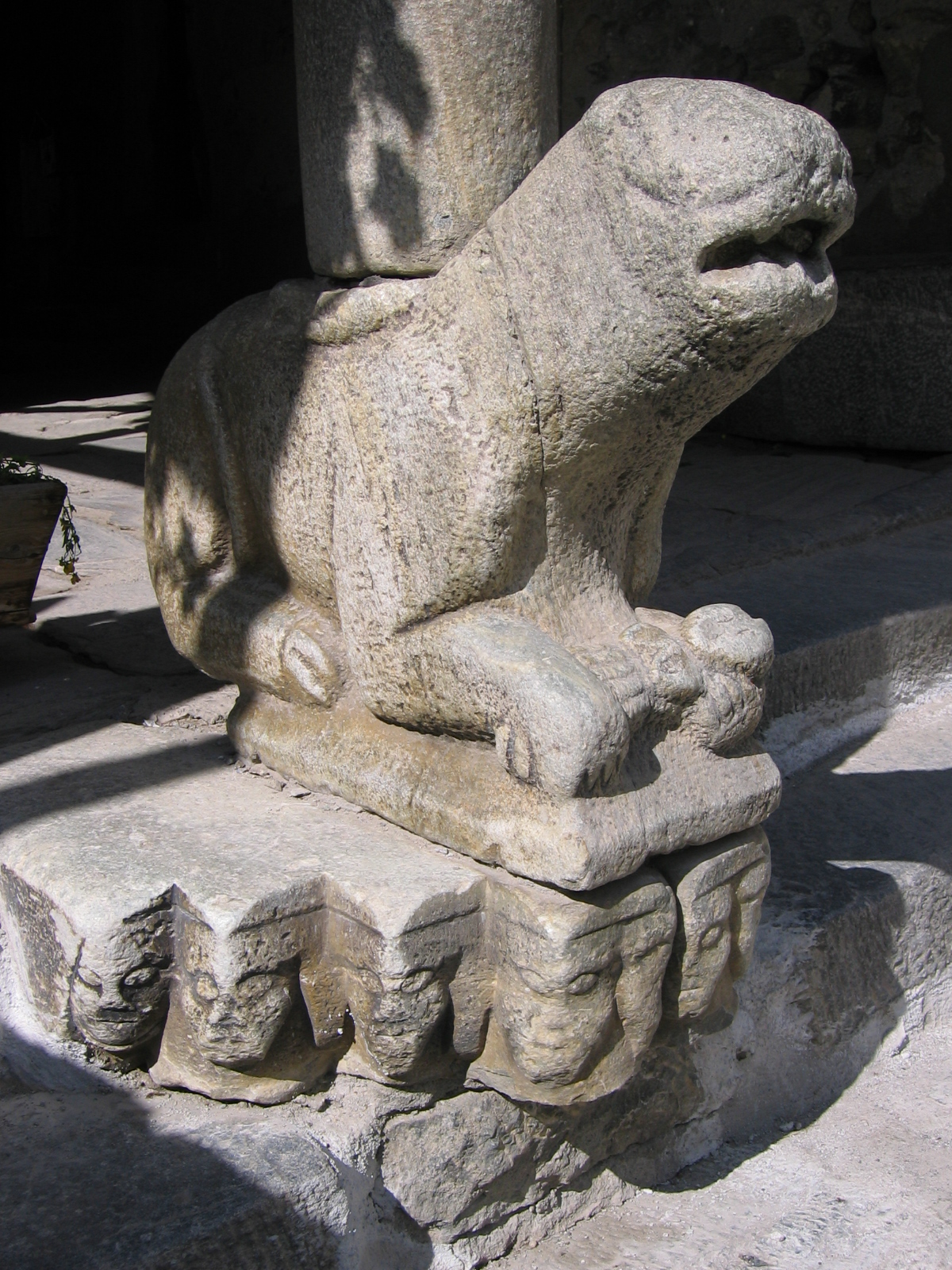
Статуя кулобра на портале церкви в Сен-Веране

Кулобр — мифологическое существо, разновидность дракона, которое, согласно легендам Франции, обитало в пещере около Фонтен-де-Воклюза. Согласно легенде, святой Веран, епископ Кавайон, чудесным образом избавил Сорг от чудовища.

## Этимология
Кельтско-лигурийские мифологическое существо Кулобр (с его вариациями couloubre, colobrice, colobrix или cobraz), по одной из версий образует свое наименование из двух слов: лигурийского kal: камень и  кельтского de-briga: холм. Сама природа, окружающая Воклюз, поддерживает эту этимологию. Другая версия связывает происхождение имени «кулобр» с латинским «coluber» (змея). Соответственно, по-разному выглядят и изображения мифологического Кулобра. В одних версиях это массивное существо, похожее на гигантскую черепаху, в других — крылатая змея, похожая на классического одноглавого дракона с огромной зубастой пастью.

## Описание
По легенде Кулобр — существо женского рода. Она живёт в одиночестве и пытается найти себе пару. Драконы не приняли её вследствие уродства. Вступив в связь с чёрной саламандрой она рождает таких же детёнышей.

## Кулобр и Святой Веран

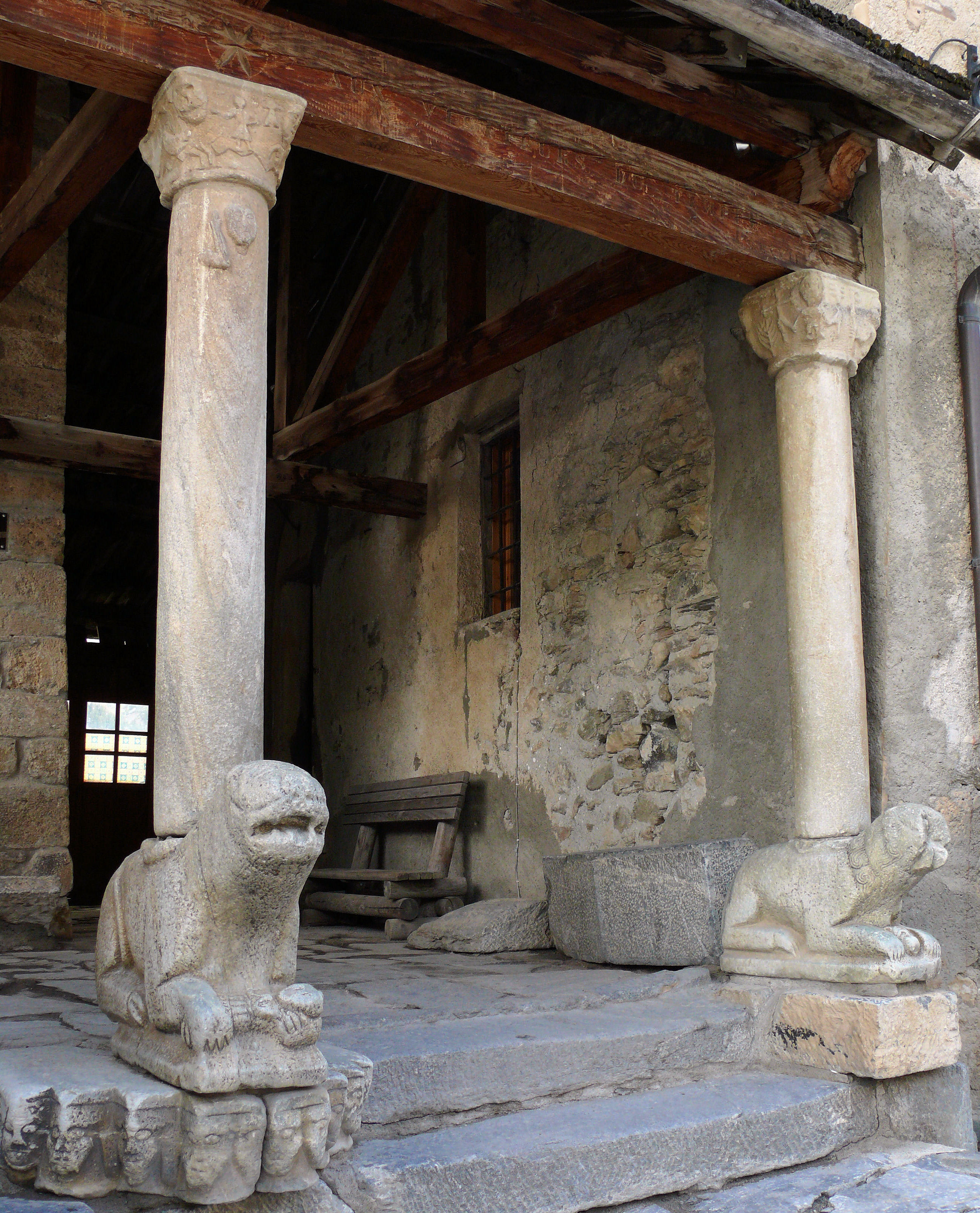
Общий вид портала церкви в Сент-Веране со скульптарой Кулобра.

В соборе Кавайона картина Пьера Мигнара изображает святого Верана побеждающего Колубра.
Согласно легенде, епископ Веран молитвой и деревянным копьем прогнал чудовище, которая улетела в Альпы, где и умерла. Деревенька Сен-Веран была местом падения зверя. В церкви деревни скульптура Колубра помещена под входными колонами. Исследователи находят в этой легенде иносказательный смысл борьбы епископа с древними языческими культами.